# Rodovia Mário Andreazza
Rodovia Mário Andreazza é a denominação que recebe a rodovia MT-444 em toda sua extensão. Ela faz a ligação da Rodovia dos Imigrantes a Cuiabá.
A Rodovia é composta de 2 pistas dupla com duas faixas de tráfego cada, com capacidade de mais de 1,8 mil veículos por hora em cada sentido, que tem pouco mais de 9,4 km de extensão.
Essa rodovia recebe este nome em homenagem ao ex-militar e politico brasileiro, Mário Andreazza, que faleceu em abril de 1988 em São Paulo, é de responsabilidade do Governo de Mato Grosso e da Prefeitura de Várzea Grande.